# اوکان بایولگن
اوکان بایولگن (انگلیسی: Okan Bayülgen؛ زادهٔ ۲۳ مارس ۱۹۶۴) یک هنرپیشه، مجری برنامه‌های تلویزیون، بازیگر تئاتر، کارگردان و عکاس اهل ترکیه است. آخرین برنامه‌ای که او اجرای آن را بر عهده دارد؛ Dada Dandinista است که از سال ۲۰۱۴ در استار تی‌وی ترکیه در حال اکران است.